# Kaźmierów (województwo lubelskie)
Kaźmierów – wieś w Polsce położona w województwie lubelskim, w powiecie lubelskim, w gminie Borzechów.
| SIMC    | Nazwa   | Rodzaj    |
| ------- | ------- | --------- |
| 0379198 | Emilków | część wsi |

W latach 1975–1998 miejscowość administracyjnie należała do ówczesnego województwa lubelskiego.
Wieś stanowi sołectwo gminy Borzechów. Według Narodowego Spisu Powszechnego z roku 2011 wieś liczyła 109 mieszkańców.
Wierni Kościoła rzymskokatolickiego należą do parafii Najświętszego Serca Jezusowego w Kłodnicy Dolnej.